# Jean-Eugène Decorde
Jean-Eugène Decorde est un prêtre, un curé du diocèse de Rouen et un historien du XIXe siècle (né le 19 mai 1811, mort le 5 mai 1881).
Ordonné prêtre en 1835, il a été curé de Bures (1836-1870), puis de Notre-Dame-d'Aliermont (1870-1881).
Il est l'auteur de différents travaux, essais et ouvrages concernant l'histoire, l'archéologie et l'héraldique de la Normandie.
En 1861, il devient membre correspondant du Comité des travaux historiques et scientifiques.

## Publications et ouvrages
- Un coin de la Normandie. Bures, 1846
- Essai historique et archéologique sur le canton de Neufchâtel-en-Bray, 1848
- Essai historique et archéologique sur le canton de Blangy, Paris : Derache, 1850
- Essai historique et archéologique sur le canton de Londinières, 1851
- Essai historique et archéologique sur le canton de Forges-les-Eaux, 1855
- Dictionnaire du patois du pays de Bray, 1857
- Essai historique et archéologique sur le canton de Gournay, 1860
- Conseils aux instituteurs ; réflexions également utiles aux maires, aux délégués cantonaux et aux pères de famille, 1861
- Les Armoiries de la ville de Rouen. Rapport présenté au Conseil municipal par M. Decorde,... sur le projet de frapper un nouveau coin aux armes de la ville, 1871
- Histoire des cinq communes de l'Aliermont : Croixdalle, Sainte-Agathe, Notre-Dame, Saint-Jacques et Saint-Nicolas, 1877